# Witry-lès-Reims

Witry-lès-Reims este o comună în departamentul Marne, Franța. În 2009 avea o populație de 4,717 de locuitori.